# Lago di Luzzone

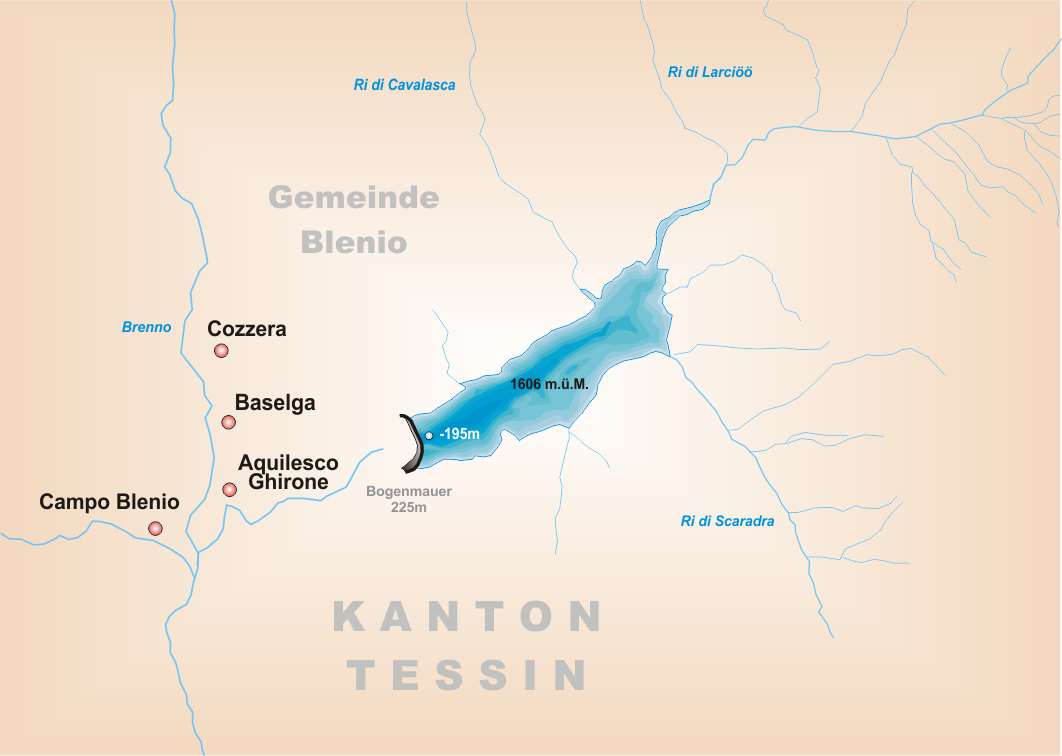
Mapka jeziora Luzzone

Lago di Luzzone (Jezioro Luzzone) – sztuczny zbiornik zaporowy w szwajcarskich Alpach, w kantonie Ticino. Powstał dzięki budowie zapory Luzzone w celu gromadzenia wody dla znajdujących się niżej w dolinach elektrowni wodnych. Stanowi basen akumulacyjny, pozwalający na zoptymalizowanie rocznego zagospodarowania wód Valle di Blenio.

## Położenie
Znajduje się w grupie górskiej Adula, stanowiącej część Alp Lepontyńskich, po południowej stronie głównego grzbietu Alp, będącego tu zarazem fragmentem Wielkiego Europejskiego działu Wodnego. Powstał na terenie dawnej wioski Ghirone (obecnie w granicach gminy Blenio, ok. 40 km na północ od Bellinzony. Od strony północnej nad zbiornikiem wznosi się masyw Pizzo Pianca (2377 m n.p.m.), od wchodu Torno (2556 m n.p.m.), a od południa Torre di Nav (2832 m n.p.m.).

## Charakterystyka
Zbiornik powstał na skutek przegrodzenia zaporą biegu cieku wodnego, będącego lewym dopływem Brenno della Greina, Składał się na niego szereg drobnych potoków, które becnie wpadają wprost do zbiornika. Największe z nich to Ri di Cavalasca (od strony północno-zachodniej), Ri di Garzora (od strony północnej) i Ri di Scaradra (od strony południowo-wschodniej). Zlewnia zbiornika sięga na północy po wspomniany wyżej Wielki Europejski Dział Wodny. Na jej terenie jest niewiele stałych lodowców. Całość wód spływających do zbiornika pochodzi z topnienia śniegów wiosną oraz z opadów. Powierzchnia zlewni bezpośredniej wynosi 36,7 km2, a wraz z sąsiednimi terenami, z których pobierana jest woda podziemną galerią - 70,5 km2.
Zbiornik ma kształt głęboko wciętego koryta, biegnącego w linii południowo zachód – północny wschód. Przy maksymalnym poziomie piętrzenia ma długość ok. 2,9 km, szerokość 500-700 m i powierzchnię 1,44 km2. Jego głębokość w pobliżu zapory, znajdującej się po stronie południowo-zachodniej zbiornika, sięga blisko 200 m. Po nadbudowie w latach 90. XX w. zapory do obecnej wysokości maksymalny poziom lustra wody wynosi 1606 m n.p.m. Ze 130 mln m3 wody, która średnio latem wpływa do jeziora, 107 mln m3 można zatrzymać w zbiorniku, a następnie eksploatować zimą, kiedy zapotrzebowanie na energię elektryczną jest większe.

## Turystyka
Brzegi zbiornika strome, częściowo porośnięte rzadkim lasem iglastym, częściowo gołe i kamieniste, w większości trudno dostępne m.in. ze względu na znaczne wahania poziomu wody w ciągu roku. Zbiornik nie pełni funkcji rekreacyjnych. Wzdłuż jego lewego (południowo-wschodniego) brzegu biegnie górska droga, stanowiąca fragment dojścia do położonego wysoko w górze doliny schroniska Capanna Motterascio (2475 m n.p.m.).